# Lincolna
Lincolna is een geslacht van vliesvleugeligen uit de familie Pteromalidae. De wetenschappelijke naam van dit geslacht is voor het eerst geldig gepubliceerd in 1940 door Girault.

## Soorten
Het geslacht Lincolna omvat de volgende soorten:
- Lincolna aldrovandii Girault, 1940
- Lincolna sismondini (Girault, 1931)